# The Velvet Underground/Diskografie
Diese Diskografie ist eine Übersicht über die musikalischen Werke der US-amerikanischen experimentellen Rockband The Velvet Underground. Den Schallplattenauszeichnungen zufolge hat sie bisher mehr als 1,3 Millionen Tonträger verkauft. Ihre erfolgreichste Veröffentlichung ist das Debütalbum The Velvet Underground & Nico mit über 350.000 verkauften Einheiten. Das mit der deutschen Sängerin Nico aufgenommene Album erreichte die Charts in Deutschland, Großbritannien sowie den Vereinigten Staaten und wurde im Vereinigten Königreich mit einer Platin-Schallplatte ausgezeichnet.

## Alben

### Studioalben
| Jahr | Titel Musiklabel                                  | Höchstplatzierung, Gesamtwochen, AuszeichnungChartplatzierungen (Jahr, Titel, Musiklabel, Platzierungen, Wochen, Auszeichnungen, Anmerkungen) | Höchstplatzierung, Gesamtwochen, AuszeichnungChartplatzierungen (Jahr, Titel, Musiklabel, Platzierungen, Wochen, Auszeichnungen, Anmerkungen) | Höchstplatzierung, Gesamtwochen, AuszeichnungChartplatzierungen (Jahr, Titel, Musiklabel, Platzierungen, Wochen, Auszeichnungen, Anmerkungen) | Höchstplatzierung, Gesamtwochen, AuszeichnungChartplatzierungen (Jahr, Titel, Musiklabel, Platzierungen, Wochen, Auszeichnungen, Anmerkungen) | Höchstplatzierung, Gesamtwochen, AuszeichnungChartplatzierungen (Jahr, Titel, Musiklabel, Platzierungen, Wochen, Auszeichnungen, Anmerkungen) | Anmerkungen                                                       |
| Jahr | Titel Musiklabel                                  | DE | AT | CH | UK | US | Anmerkungen                                                       |
| ---- | ------------------------------------------------- | --- | --- | --- | --- | --- | ----------------------------------------------------------------- |
| 1967 | The Velvet Underground & Nico Verve Records (MGM) | DE89 (1 Wo.)DE | — | — | UK59 Platin · (10 Wo.)UK | US129 (14 Wo.)US | Erstveröffentlichung: 12. März 1967 Verkäufe: + 450.000; mit Nico |
| 1968 | White Light/White Heat Verve Records (MGM)        | — | — | — | UK— SilberUK | US199 (2 Wo.)US | Erstveröffentlichung: 30. Januar 1968 Verkäufe: + 60.000          |
| 1969 | The Velvet Underground MGM Records (MGM)          | — | — | — | UK— GoldUK | — | Erstveröffentlichung: 24. März 1969 Verkäufe: + 100.000           |
| 1970 | Loaded Cotillion Records (ARC)                    | — | — | — | UK— GoldUK | — | Erstveröffentlichung: September 1970 Verkäufe: + 100.000          |
| 1973 | Squeeze Polydor (Polydor)                         | — | — | — | — | — | Erstveröffentlichung: Februar 1973                                |

grau schraffiert: keine Chartdaten aus diesem Jahr verfügbar

### Livealben
| Jahr | Titel Musiklabel                                              | Höchstplatzierung, Gesamtwochen, AuszeichnungChartplatzierungen (Jahr, Titel, Musiklabel, Platzierungen, Wochen, Auszeichnungen, Anmerkungen) | Höchstplatzierung, Gesamtwochen, AuszeichnungChartplatzierungen (Jahr, Titel, Musiklabel, Platzierungen, Wochen, Auszeichnungen, Anmerkungen) | Höchstplatzierung, Gesamtwochen, AuszeichnungChartplatzierungen (Jahr, Titel, Musiklabel, Platzierungen, Wochen, Auszeichnungen, Anmerkungen) | Höchstplatzierung, Gesamtwochen, AuszeichnungChartplatzierungen (Jahr, Titel, Musiklabel, Platzierungen, Wochen, Auszeichnungen, Anmerkungen) | Höchstplatzierung, Gesamtwochen, AuszeichnungChartplatzierungen (Jahr, Titel, Musiklabel, Platzierungen, Wochen, Auszeichnungen, Anmerkungen) | Anmerkungen                             |
| Jahr | Titel Musiklabel                                              | DE | AT | CH | UK | US | Anmerkungen                             |
| ---- | ------------------------------------------------------------- | --- | --- | --- | --- | --- | --------------------------------------- |
| 1972 | Live at Max’s Kansas City Cotillion Records (ARC)             | — | — | — | — | — | Erstveröffentlichung: 30. Mai 1972      |
| 1974 | 1969: The Velvet Underground Live Mercury Records (Phonogram) | — | — | — | — | — | Erstveröffentlichung: 7. September 1974 |
| 1993 | Live MCMXCIII Sire Records (WMG)                              | — | — | — | UK70 (1 Wo.)UK | US180 (1 Wo.)US | Erstveröffentlichung: 26. November 1993 |

grau schraffiert: keine Chartdaten aus diesem Jahr verfügbar

### Kompilationen
| Jahr | Titel Musiklabel                                                                         | Höchstplatzierung, Gesamtwochen, AuszeichnungChartplatzierungen (Jahr, Titel, Musiklabel, Platzierungen, Wochen, Auszeichnungen, Anmerkungen) | Höchstplatzierung, Gesamtwochen, AuszeichnungChartplatzierungen (Jahr, Titel, Musiklabel, Platzierungen, Wochen, Auszeichnungen, Anmerkungen) | Höchstplatzierung, Gesamtwochen, AuszeichnungChartplatzierungen (Jahr, Titel, Musiklabel, Platzierungen, Wochen, Auszeichnungen, Anmerkungen) | Höchstplatzierung, Gesamtwochen, AuszeichnungChartplatzierungen (Jahr, Titel, Musiklabel, Platzierungen, Wochen, Auszeichnungen, Anmerkungen) | Höchstplatzierung, Gesamtwochen, AuszeichnungChartplatzierungen (Jahr, Titel, Musiklabel, Platzierungen, Wochen, Auszeichnungen, Anmerkungen) | Anmerkungen                                                |
| Jahr | Titel Musiklabel                                                                         | DE | AT | CH | UK | US | Anmerkungen                                                |
| ---- | ---------------------------------------------------------------------------------------- | --- | --- | --- | --- | --- | ---------------------------------------------------------- |
| 1970 | Velvet Underground MGM Records (MGM)                                                     | — | — | — | — | — | Erstveröffentlichung: 1970                                 |
| 1971 | Andy Warhol’s Velvet Underground featuring Nico MGM Records (MGM)                        | — | — | — | — | — | Erstveröffentlichung: Dezember 1971                        |
| 1985 | VU Verve Records (Polygram)                                                              | — | — | — | UK47 (4 Wo.)UK | US85 (13 Wo.)US | Erstveröffentlichung: Februar 1985                         |
| 1986 | Another View Verve Records (Polygram)                                                    | — | — | — | — | — | Erstveröffentlichung: September 1986                       |
| 1989 | The Best of The Velvet Underground: Words and Music of Lou Reed Verve Records (Polygram) | — | — | — | UK— SilberUK | — | Erstveröffentlichung: Oktober 1989 Verkäufe: + 60.000      |
| 1991 | Chronicles Mercury Records (Polygram)                                                    | — | — | — | — | — | Erstveröffentlichung: 1991                                 |
| 1995 | The Best of Lou Reed & The Velvet Underground Global Rad (Global Rad)                    | — | — | — | UK56 Gold · (5 Wo.)UK | — | Erstveröffentlichung: 16. Oktober 1995 Verkäufe: + 100.000 |
| 1997 | Fully Loaded Rhino Records (WMG)                                                         | — | — | — | — | — | Erstveröffentlichung: 18. Februar 1997                     |
| 2003 | The Very Best of the Velvet Underground Polydor (UMG)                                    | — | — | — | UK— SilberUK | — | Erstveröffentlichung: 31. März 2003 Verkäufe: + 60.000     |

grau schraffiert: keine Chartdaten aus diesem Jahr verfügbar

## Singles
| Jahr | Titel Album                                           | Höchstplatzierung, Gesamtwochen, AuszeichnungChartplatzierungen (Jahr, Titel, Album, Platzierungen, Wochen, Auszeichnungen, Anmerkungen) | Höchstplatzierung, Gesamtwochen, AuszeichnungChartplatzierungen (Jahr, Titel, Album, Platzierungen, Wochen, Auszeichnungen, Anmerkungen) | Höchstplatzierung, Gesamtwochen, AuszeichnungChartplatzierungen (Jahr, Titel, Album, Platzierungen, Wochen, Auszeichnungen, Anmerkungen) | Höchstplatzierung, Gesamtwochen, AuszeichnungChartplatzierungen (Jahr, Titel, Album, Platzierungen, Wochen, Auszeichnungen, Anmerkungen) | Höchstplatzierung, Gesamtwochen, AuszeichnungChartplatzierungen (Jahr, Titel, Album, Platzierungen, Wochen, Auszeichnungen, Anmerkungen) | Anmerkungen                                                     |
| Jahr | Titel Album                                           | DE | AT | CH | UK | US | Anmerkungen                                                     |
| ---- | ----------------------------------------------------- | --- | --- | --- | --- | --- | --------------------------------------------------------------- |
| 1966 | All Tomorrow’s Parties The Velvet Underground & Nico  | — | — | — | — | — | Erstveröffentlichung: Juli 1966                                 |
| 1966 | Sunday Morning The Velvet Underground & Nico          | — | — | — | UK— SilberUK | — | Erstveröffentlichung: Dezember 1966 Verkäufe: + 200.000         |
| 1967 | White Light/White Heat                                | — | — | — | — | — | Erstveröffentlichung: November 1967                             |
| 1969 | What Goes On The Velvet Underground                   | — | — | — | — | — | Erstveröffentlichung: Mai 1969                                  |
| 1971 | Who Loves the Sun Loaded                              | — | — | — | — | — | Erstveröffentlichung: März 1971                                 |
| 1971 | Head Held High Loaded                                 | — | — | — | — | — | Erstveröffentlichung: 1971                                      |
| 1973 | I’m Waiting for the Man The Velvet Underground & Nico | — | — | — | — | — | Erstveröffentlichung: 1971                                      |
| 1973 | Sweet Jane Loaded                                     | — | — | — | — | — | Erstveröffentlichung: 3. August 1973                            |
| 1988 | Venus in Furs The Velvet Underground & Nico           | — | — | — | — | — | Erstveröffentlichung: März 1988                                 |
| 1994 | Venus in Furs (Live) Live MCMXCIII                    | — | — | — | UK71 (1 Wo.)UK | — | Erstveröffentlichung: Februar 1994                              |
| 2011 | Foggy Notion VU                                       | — | — | — | — | — | Erstveröffentlichung: 16. April 2011 Promo-Single: Februar 1985 |

grau schraffiert: keine Chartdaten aus diesem Jahr verfügbar

## Boxsets
| Jahr | Titel Musiklabel                                | Anmerkungen                              |
| ---- | ----------------------------------------------- | ---------------------------------------- |
| 1993 | What Goes On Raven Records (RR)                 | Erstveröffentlichung: 1993               |
| 1995 | Peel Slowly and See Polydor (PolyGram)          | Erstveröffentlichung: 26. September 1995 |
| 2001 | Final V.U. 1971–1973 Captain Trip Records (CTR) | Erstveröffentlichung: August 2001        |
| 2001 | The Quine Tapes Polydor (UMG)                   | Erstveröffentlichung: 16. Oktober 2001   |
| 2009 | Singles 1966–69 Sundazed Music (UMG)            | Erstveröffentlichung: September 2009     |
| 2015 | The Complete Matrix Tapes Polydor (UMG)         | Erstveröffentlichung: 20. November 2015  |

## Promoveröffentlichungen
| Jahr | Titel Album                                                                  | Anmerkungen |
| ---- | ---------------------------------------------------------------------------- | --- |
| 1969 | Untitled –                                                                   | Erstveröffentlichung: 1969 |
| 1969 | Thanks Andy Warhol –                                                         | Erstveröffentlichung: Dezember 1990 Aufnahme vom 15. Juni 1990 in Jouy-en-Josas, Frankreich; Beigabe im What-Goes-On-Magazine |
| 2009 | We’re Gonna Have a Real Good Time Together 1969: The Velvet Underground Live | Erstveröffentlichung: 2009 |
| 2013 | Booker T. White Light/White Heat (45th Anniversary Edition)                  | Erstveröffentlichung: 2013 Verkäufe: 1.500 (limitiert); Aufnahme vom 30. April 1967 im The Gymnasium in New York City         |

| Jahr | Titel Album                                                                           | Anmerkungen                                                                   |
| ---- | ------------------------------------------------------------------------------------- | ----------------------------------------------------------------------------- |
| 1966 | White Wind / Loop Rainy Day Raga / –                                                  | Erstveröffentlichung: Dezember 1966 Peter Walker / The Velvet Underground     |
| 1978 | Street Hassle / I’m Waiting for the Man Street Hassle / The Velvet Underground & Nico | Erstveröffentlichung: 14. Juli 1978 Lou Reed / The Velvet Underground         |
| 2012 | Femme Fatale – / The Velvet Underground & Nico                                        | Erstveröffentlichung: November 2012 Ty Segall / The Velvet Underground & Nico |

## Sonderveröffentlichungen
| Jahr | Titel Musiklabel                                                            | Anmerkungen                                                                                        |
| ---- | --------------------------------------------------------------------------- | -------------------------------------------------------------------------------------------------- |
| 1973 | Pop Giants, Vol. 9 Brunswick Records (MGM)                                  | Erstveröffentlichung: 1973 Teil der „Pop-Giants“-Reihe                                             |
| 1973 | Pop History Polydor (Polydor)                                               | Erstveröffentlichung: 1973 Split-Kompilation mit Frank Zappa & The Mothers of Invention            |
| 1977 | The Story Of Polydor (Polydor)                                              | Erstveröffentlichung: 1977 Teil der „The-Story-Of“-Reihe                                           |
| 2000 | The Best of The Velvet Underground: The Millennium Collection Polydor (UMG) | Erstveröffentlichung: Oktober 2000 Teil der „20th-Century-Masters-The-Millennium-Collection“-Reihe |
| 2001 | Rock and Roll: An Introduction to The Velvet Underground Polydor (UMG)      | Erstveröffentlichung: 2. Juli 2001 Teil der „The-Introduction-Series“-Reihe                        |
| 2005 | Gold Polydor (UMG)                                                          | Erstveröffentlichung: 14. Juni 2005 Teil der „Gold“-Reihe                                          |
| 2007 | Rock Legends Mercury Records (UMG)                                          | Erstveröffentlichung: 2. November 2007 Teil der „Rock-Legends“-Reihe                               |
| 2007 | Les 50 plus belles chansons A&M Records (UMG)                               | Erstveröffentlichung: 5. November 2007 Kompilation für den französischsprachigen Markt             |
| 2008 | Playlist Plus Polydor (UMG)                                                 | Erstveröffentlichung: 29. April 2008 Teil der „Playlist-Plus“-Reihe                                |
| 2011 | Icon Polydor (UMG)                                                          | Erstveröffentlichung: 8. Juli 2011 Teil der „Icon“-Reihe                                           |

| Jahr | Titel Musiklabel                                                       | Anmerkungen                                                 |
| ---- | ---------------------------------------------------------------------- | ----------------------------------------------------------- |
| 2009 | White Light / White Heat + The Velvet Underground & Nico Polydor (UMG) | Erstveröffentlichung: 5. Juni 2009 Teil der „2-for-1“-Reihe |

## Statistik

### Chartauswertung
|                     | DE    | AT    | CH    | UK    | US    |
| ------------------- | ----- | ----- | ----- | ----- | ----- |
| Nummer-eins-Alben   | DE—DE | AT—AT | CH—CH | UK—UK | US—US |
| Top-10-Alben        | DE—DE | AT—AT | CH—CH | UK—UK | US—US |
| Alben in den Charts | DE1DE | AT—AT | CH—CH | UK4UK | US4US |

|                       | DE    | AT    | CH    | UK    | US    |
| --------------------- | ----- | ----- | ----- | ----- | ----- |
| Nummer-eins-Singles   | DE—DE | AT—AT | CH—CH | UK—UK | US—US |
| Top-10-Singles        | DE—DE | AT—AT | CH—CH | UK—UK | US—US |
| Singles in den Charts | DE—DE | AT—AT | CH—CH | UK1UK | US—US |

### Auszeichnungen für Musikverkäufe
| Silberne Schallplatten - Vereinigtes Königreich - 2025: für das Lied Pale Blue Eyes Goldene Schallplatte - Japan - 2023: für das Album The Velvet Underground & Nico - Neuseeland - 2024: für das Lied Pale Blue Eyes | Platin-Schallplatte - Italien - 2018: für das Album The Velvet Underground & Nico |

Anmerkung: Auszeichnungen in Ländern aus den Charttabellen bzw. Chartboxen sind in ebendiesen zu finden.
| Land/RegionAuszeichnungen für Musikverkäufe (Land/Region, Auszeichnungen, Verkäufe, Quellen) | Silber     | Gold     | Platin     | Verkäufe  | Quellen          |
| -------------------------------------------------------------------------------------------- | ---------- | -------- | ---------- | --------- | ---------------- |
| Italien (FIMI)                                                                               | —          | —        | Platin1    | 50.000    | fimi.it          |
| Japan (RIAJ)                                                                                 | —          | Gold1    | —          | 100.000   | riaj.or.jp       |
| Neuseeland (RMNZ)                                                                            | —          | Gold1    | —          | 15.000    | radioscope.co.nz |
| Vereinigtes Königreich (BPI)                                                                 | 5× Silber5 | 3× Gold3 | Platin1    | 1.180.000 | bpi.co.uk        |
| Insgesamt                                                                                    | 5× Silber5 | 6× Gold6 | 2× Platin2 |           |                  |